# ヒナ＝アウ＝ケケレ
ヒナ＝アウ＝ケケレ（Hina-au-kekele）は、ハワイの貴族の女性で、ハワイ島の首長。 ピリカアイエアの姉妹及び妻であり、夫婦はピリ王朝を創設した。

## 生涯
ヒナ＝アウ＝ケケレはタヒチ島で、ハワイの貴族ラアウと、その姉妹及び妻であるクカモリモリアロハの間に産まれた。両親がなぜタヒチにいたのかは分かっていない。ヒナ＝アウ＝ケケレの名前は女神のヒナに因んでいる。
彼女は兄弟のピリカアイエアと結婚した。ハワイの慣習と法律によると、彼らの性的結合は神聖なものと見なされた。子供に、息子のコア（Koa）と、後に兄弟のコアと結婚する娘のヒナアウアマイ（Hinaʻauamai）が産まれた。
ヒナ＝アウ＝ケケレとピリカアイエアは、パアオと共にハワイに来て、ピリカアイエアはカパワの後継者となった。 ヒナ＝アウ＝ケケレとピリカアイエアの子孫に、クコホウ（1185年死去）がいる。 